# Nasr Hamid Abû Zayd
Nasr Hamid Abu Zayd (arabe : نصر حامد ابو زيد), né le 7 octobre (ou 10 juillet) 1943 à Qufahan (Égypte) et mort le 5 juillet 2010 au Caire en Égypte, est un professeur d'études islamiques.
Il figure parmi les théologiens libéraux les plus connus de l'islam. Son œuvre cherche à interpréter le Coran par une herméneutique humaniste.

## Qualification académique
- 1957-1960 : Tanta Technical College.
- 1960-1972 : il a travaillé comme technicien dans l’électronique à l’Organisation de communication nationale au Caire.
- 1968-1972 : B.A. des études arabes (université du Caire)
- 1972 : nommé conférencier dans le Département de langue arabe et la littérature à l’Université du Caire.
- 1976-1987 : enseigne l’arabe aux étrangers au centre pour les diplomates au ministère de l'Éducation nationale.
- 1977 : M.A. des études arabes et islamiques (université du Caire). Enseigne la langue et la littérature arabes à l’université du Caire.
- 1981 : Doctorat en études arabes et islamiques (université du Caire)
- 1982 : nommé professeur des études arabes à l’université du Caire.
- 1987 : nommé professeur associé dans le même département
- 1995 : Titularisation dans le même département
- 1995-2010 : Professeur d'études islamiques à l'université de Leyde, aux Pays-Bas.

## Biographie
Nasr Hamid Abu Zayd est né à Qufahan près de Tanta, en Égypte le 10 juillet 1943. À l'âge de 12 ans, il fut emprisonné à cause de ses sympathies supposées avec les frères musulmans. Après avoir reçu une formation technique en électronique, il travailla pour l'Organisation des Télécommunications au Caire. Il publie des poèmes dans la revue al-Adab, co-fondée par Amin al-Khuli. En même temps, il commença à étudier à l'université du Caire, où il obtint son Bachelor of Arts en étude de l'arabe, plus tard il obtint le Master of Arts en 1977 et le PhD en 1981 en études islamiques, avec des travaux concernant l'interprétation du Coran. Son mémoire de maîtrise porte sur ce sujet : « Rationalisme dans l'exégèse, une étude de la question de la métaphore dans le Coran selon les mutazilites. » Et sa thèse de doctorat sur l'interprétation du Coran par Ibn Arabi. Il fut nommé conférencier, puis, en 1982, assistant professeur et professeur associé en 1987 dans le département de littérature et langue arabe de l'Université du Caire. En 1992, il épouse Ibtihal Younes.

## L'affaire Nasr Abu Zayd
En 1972, il occupe la Chaire d’études coraniques du Département de Langue et Littérature Arabe, vacante depuis la mutation forcée d'Amin al-Khuli,. Il fait l’objet de persécution religieuse pour ses opinions sur le Coran. En 1995, il est difficilement promu professeur titulaire, et une polémique sur ses écrits enfle et mène à l'annulation de son mariage pour apostasie, dans un procès fondé sur la hisba. Après la décision de la Cour Égyptienne, et sous la menace de mort de groupes fondamentalistes, il s'enfuit aux Pays-Bas, où il est resté jusqu’à son décès.

### Une simple promotion refusée
L'affaire Nasr Abu Zayd commença par un simple refus de titularisation pour le poste de professeur. En mai 1992, le Dr Abu Zayd présenta ses publications académiques au Comité permanent chargé de la titularisation et de la promotion, 13 travaux en arabe et dans d'autres langues, parmi lesquels Imam Shafei et la fondation de l'idéologie médiévale ainsi que Critique du discours religieux. Le Comité fit trois rapports, deux étaient en faveur de la promotion du Dr Abu Zayd. Mais le troisième, écrit par Abdel-Sabour Shahin, un professeur en linguistique arabe et membre du Comité accusa Abu Zayd d'affronts directs à la foi musulmane et rejetait la promotion. Il avait dénoncé la posture de certains ulémas qui, en raison de l'interdit coranique de la riba (usure ou intérêt), ont favorisé la mise en place de sociétés d'investissement islamiques dont la faillite a été au cœur d'un scandale en 1988. Or Shahin avait des liens avec l'une de ces sociétés,.
Malgré les deux rapports positifs, le Comité vota contre la promotion (sept voix contre six), arguant du fait que les travaux de Abu Zayd ne justifiaient pas de promotion. Le Conseil du Département Arabe se prononça contre la décision du Comité permanent et le Conseil de la Faculté des Lettres critiqua le rapport du Comité permanent. Malgré cela, le Conseil de l'Université du Caire confirma la décision du Comité permanent le 18 mars 1993.

### Un procès basé sur la Hisba, l'annulation du mariage
C'est à ce moment que l'affaire déborde des enceintes de l'Université quand un juriste déposa plainte devant la Juridiction Inférieure sur le Statut Personnel de Giza, réclamant le divorce de Abu Zayd et de sa femme, le Dr Ibthal Younis, professeur à l'université du Caire. La demande était basée sur l'apostasie présumée du Dr Abu Zayd, une femme musulmane ne pouvant être mariée à un apostat. Mais le 27 janvier 1994, la Juridiction Inférieure sur le Statut Personnel de Giza rejeta la demande du plaignant, ce dernier n'ayant pas d'intérêt direct ni personnel.
Cependant, la Cour d'Appel du Caire s'exprima en faveur du plaignant et déclara nul et non avenu le mariage de Abu Zayd et Ibtihal Younes en 1995. Ironie de l'histoire, le professeur fut titularisé deux semaines avant le jugement, avec les félicitations du Comité parce que « les prodigieux efforts fournis par le Dr Abu-Zeid font de lui un scientifique bien ancré dans son domaine de recherche, versé dans nos traditions intellectuelles islamiques et ayant une bonne connaissance de ses nombreuses branches : principes islamiques, théologie, jurisprudence, soufisme, études coraniques, rhétorique et linguistique. Il ne s'est pas contenté de sa connaissance approfondie de ce domaine, mais a adopté une position critique directe. Il ne tente pas une critique sans avoir maîtrisé les questions posées, dont il fait l'investigation par des méthodologies tant traditionnelles que modernes. En bref, c'est un esprit libre, qui n'aspire qu'à la vérité. S'il y a une urgence dans son style, il semble que ce soit celle qui découle de la crise dont le monde arabo-musulman contemporain est le théâtre, et de la nécessité d'identifier honnêtement les maux qui affligent ce monde afin de leur trouver un remède efficace. La recherche académique ne devrait pas être isolée des problèmes sociaux mais devrait pouvoir prendre part aux débats contemporains et suggérer des solutions aux dilemmes actuels en permettant aux chercheurs de faire des investigations et des interprétations aussi poussées que possible. »
Le principe de la hisba permettait à tout musulman d'ester en justice, quand les intérêts religieux de la communauté sont en péril, ce qui serait le cas quand une femme musulmane, même de plein gré, est mariée à un supposé apostat. Cette interprétation de l'hisba se base sur les articles 89 et 110 des réglementations régissant les Tribunaux de la Sharia. Depuis 1998 (après l'affaire de Nasr Abu Zayd), la loi fut amendée par le gouvernement égyptien, faisant de la hisba une prérogative du procureur.

### Une décision controversée
La décision provoqua un vif débat, les organisations de défense des droits de l'homme critiquèrent les multiples violations de droits fondamentaux de l'homme.

#### L'apostasie n'était pas prouvée
La décision de la Cour était basée sur l'apostasie supposée. Mais le Code Pénal Égyptien ne reconnaît pas l'apostasie (c'est ce qui a d'ailleurs poussé les plaignants à intenter un procès en civil d'annulation du mariage). Surtout, le Droit civil restreint la preuve de l'apostasie à deux possibilités : soit un certificat d'une institution religieuse spécialisée certifiant que la personne a changé de religion, soit une confession directe de la personne qui s'est convertie.

« Comme le musulman ou la musulmane reçoit sa religion en héritage de ses parents, il n'a pas besoin de réaffirmer sa foi. »

— (Court of cassation, 5/11/1975 - Court decisions 1926, p. 137).

« Il est stipulé que, pour qu'une personne soit musulmane, il lui suffit d'exprimer sa foi en Allah et dans le Prophète Mahomet. Le juge n'a pas à examiner la sincérité de la motivation à l'origine de la profession de foi. Il n'est pas nécessaire de faire une profession de foi publique. »

— (Juge Azmy El Bakry, The Encyclopedia of Jurisprudence and the Judiciary in Personal Status, 3rd Edition, p. 234)

« Selon les règles établies par ce tribunal, la foi religieuse est considérée comme une question spirituelle et on ne doit donc en juger qu'à partir de ce qui a été explicitement déclaré. En conséquence, un juge ne doit pas mener des investigations ni sur la sincérité ni sur la motivation d'une telle déclaration. »

— (Cassation 44, judicial year 40, session 26 January 1975).

« Ce tribunal a toujours suivi les règles établies par la loi stipulant que la foi religieuse compte parmi les questions pour lesquelles un jugement devrait être basé uniquement sur une déclaration et que la sincérité ou la motivation de cette déclaration ne devraient en aucun cas être mises en cause. »

— (Cassation 51, judicial year 52, session 14 June 1981. Les deux jugements figurent dans Azmy al-Bakry, p. 125)
Cependant, le jugement établit que :

« la déclaration de l'accusé selon laquelle exiger des chrétiens et des juifs le paiement de la jizya (taxe) constitue un recul dans les efforts de l'humanité pour mettre en place un monde meilleur, est en contradiction avec les versets divins sur la question de la jizya, contradiction que certains considèrent inacceptable, même pour des questions et des jugements temporels, mais encore plus inacceptable quand il s'agit de questions relatives au Coran et à la Sunna, dont les textes représentent le summum du traitement humain et généreux en faveur des minorités non musulmanes. Si les pays non musulmans devaient accorder à leurs minorités musulmanes même le dixième des droits accordés aux minorités non musulmanes par l'Islam, au lieu de se livrer aux meurtres collectifs d'hommes, de femmes et d'enfants, ce serait un grand pas en avant pour l'humanité. Le verset sur la jizya - verset 29 de la Surat al-Tawba - que l'accusé conteste, n'est pas sujet à discussion »

— (p. 16, exposé de l'opinion judiciaire).
Plus loin, le jugement reprochait à Abu Zayd sa dénonciation de l'esclavage des jeunes filles, principe considéré par la Cour comme « prouvé sans aucun doute par la religion ». L'opinion du professeur était « contraire à tous les textes sacrés qui le permettent, pourvu que les conditions requises soient permises » (p.16 de l'exposé des motifs). Ainsi, la décision de la Cour est basée sur une interprétation des opinions du Dr Abu Zayd, contre le principe suivant lequel un individu qui entre dans l'islam avec ses propres convictions ne peut être dénoncé comme non-musulman contre sa volonté, la Cour a apostasié Abu Zayd.

#### Violation des droits de l'homme

##### Violation de la liberté d'expression
La décision d'apostasier Nasr Hamed Abu Zayd est contraire à l'article 46 de la Constitution Égyptienne qui stipule que « L'État garantit la liberté de conviction et celle de la pratique religieuse. » Elle est également contraire à l'article 47 stipulant : « La liberté d'opinion est garantie, que cette opinion soit exprimée oralement ou par écrit, par le biais de l'art ou de tout autre moyen d'expression. »
La Cour de Cassation a plusieurs fois affirmé que le droit international fait partie intégrante du droit national, l'Égypte étant membre de la Communauté Internationale. Un juge égyptien est donc tenu d'imposer ces critères dans des questions non traitées par le droit national. (Appels 259 et 300 de 1951, Sessions 3/25/82 - Lois 168 y compris 3 bis) La Cour de cassation a inscrit, dans un certain nombre de ses décisions, le devoir d'appliquer les conventions internationales signées par l'Égypte avec d'autres nations, et a également affirmé leur prééminence dans le droit local. (Review of Laws, sessions 39 à 52 bis. 164 et suite)
Or, la décision est contraire aux articles 18 et 19 du Pacte Civil relatif aux Droits Politiques et Civils : 

« Article 18
1. Toute personne a droit à la liberté de pensée, de conscience et de religion; ce droit implique la liberté d'avoir ou d'adopter une religion ou une conviction de son choix, ainsi que la liberté de manifester sa religion ou sa conviction, individuellement ou en commun, tant en public qu'en privé, par le culte et l'accomplissement des rites, les pratiques et l'enseignement.
2. Nul ne subira de contrainte pouvant porter atteinte à sa liberté d'avoir ou d'adopter une religion ou une conviction de son choix.
3. La liberté de manifester sa religion ou ses convictions ne peut faire l'objet que des seules restrictions prévues par la loi et qui sont nécessaires à la protection de la sécurité, de l'ordre et de la santé publique, ou de la morale ou des libertés et droits fondamentaux d'autrui.
4. Les États parties au présent Pacte s'engagent à respecter la liberté des parents et, le cas échéant, des tuteurs légaux de faire assurer l'éducation religieuse et morale de leurs enfants conformément à leurs propres convictions. »

« Article 19
1. Nul ne peut être inquiété pour ses opinions.
2. Toute personne a droit à la liberté d'expression; ce droit comprend la liberté de rechercher, de recevoir et de répandre des informations et des idées de toute espèce, sans considération de frontières, sous une forme orale, écrite, imprimée ou artistique, ou par tout autre moyen de son choix.
3. L'exercice des libertés prévues au paragraphe 2 du présent article comporte des devoirs spéciaux et des responsabilités spéciales. Il peut en conséquence être soumis à certaines restrictions qui doivent toutefois être expressément fixées par la loi et qui sont nécessaires :
a) Au respect des droits ou de la réputation d'autrui;
b) A la sauvegarde de la sécurité nationale, de l'ordre public, de la santé ou de la moralité publiques. »

La décision est aussi contraire à l'article 2 Section 7 de la déclaration internationale des droits humains ; les valeurs d'égalité et de citoyenneté stipulées dans l'article 2 section 2 de la convention internationale sur les droits civiques et politiques et l'article 4 de la Déclaration internationale sur l'élimination de toutes les formes d'intolérance et de discrimination basées sur la religion ou les croyances, déclaration stipulant :

« 1. Tous les États prendront des mesures effectives pour prévenir et éliminer la discrimination pour des motifs de religion ou de croyance, dans la reconnaissance, l'exercice et la jouissance des droits humains et des libertés fondamentales dans tous les domaines de la vie civile, économique, politique, sociale et culturelle. »

« 2. Tous les États feront tous les efforts pour promulguer ou abroger des lois, en cas de besoin, afin d'interdire une telle discrimination et pour prendre toutes les mesures appropriées pour combattre l'intolérance basée sur la religion ou d'autres croyances en cette matière. »

##### Violation de la liberté académique
Comme le stipule l'article 3 de la Déclaration de Lima à propos de la liberté académique :

« La liberté académique est une condition préalable nécessaire aux fonctions pédagogiques, à la recherche, l'administration et à d'autres services qui servent de fondement aux universités et à d'autres institutions d'enseignement supérieur. Tous les membres de la communauté académique ont le droit d'accomplir leur tâche sans discrimination d'aucune sorte ou sans crainte d'aucune ingérence ou d'aucune contrainte venant des États ou de toute autre source. »

##### Violation de la vie privée et familiale
Le divorce forcé du professeur Abu Zayd et de la conférencière en littérature française à l'Université du Caire Ibtihal Younes fut prononcé contre sa volonté et à la demande d'individus sans aucune relation avec les époux, en violation donc de l'article 12 de la Déclaration internationale des droits humains stipulant :

« Nul ne sera soumis à une ingérence arbitraire dans sa vie privée, son domicile familial ou sa correspondance, ou à des attaques contre son honneur et sa réputation. Chacun a droit à la protection de la loi contre de telles ingérences ou de telles attaques. »

#### Sur fond d'attaque contre les idées progressistes
En 1947, son prédécesseur à la chaire d'études coraniques de l'université du Caire, Amin al-Khuli, avait dû quitter son poste à cause de la polémique suscitée par la thèse de l'un de ses doctorants,.
La décision n'était pas isolée, le procès s'est déroulé dans un climat général d'attaque contre les intellectuels et artistes dans les années 1990. L'intellectuel Farag Foda fut assassiné en 1992. Le Dr Ahmed Sohby Mansour fut renvoyé de l'Université d'Al-Azhar et jeté en prison pour six mois. La décision était basée sur le verdict de l'université elle-même, sous prétexte que Dr Ahmed Sobhy Mansour avait rejeté un principe fondamental de l'islam dans sa recherche de la vérité sur certains des paroles ou Hadiths de Mahomet. Le prix Nobel Naguib Mahfouz fut poignardé au cou par un islamiste en 1994, handicapant l'écrivain, devenu incapable d'utiliser sa main pour écrire. Les tribunaux égyptiens furent d'une façon générale le théâtre de procès contre des intellectuels, journalistes et professeurs d'université comme Atif al-Iraqi, Ragaa al-Naqash, Mahmoud al-Tohami, Youssef Chahine (pour son film El-Mohager, L'émigré), etc. En 1997, une autre figure du milieu intellectuel égyptien a été condamnée, accusée d’apostasie et menacée de mort. Il s’agit du Dr Hassan Hanafi, professeur de philosophie à l’université du Caire.
Au Koweït en 1996, Ahmed Al-Baghdadi, un journaliste et professeur de science politique, fut emprisonné un mois pour offenses à Mahomet. Laila Othman et Aliya Shoeib, deux auteurs koweitiennes, subirent un procès le 10 novembre 1996 pour insulte à l'islam dans leurs écrits. Au Liban, la même année, Marcel Khalifé, chanteur libanais, était menacé de trois ans de prison, après qu'un procureur récemment nommé à Beyrouth rouvrit un dossier dans lequel le chanteur était accusé d'avoir insulté le Coran dans sa chanson Je suis Josef (Ana Youssef). Il en a été de même pour des intellectuels libanais (Hussein Morowwa…) et algériens (Abdelkader Alloula, Bekhti Benaouda, Tahar Djaout).

## L'exil
Après le verdict, le groupe islamiste armé Jihad, qui assassina le président égyptien Anouar Sadate en 1981, déclara que le professeur devrait être tué pour abandon de la foi musulmane. Dr Nasr Abu Zayd fut mis sous protection de la police, qu'il rejeta rapidement. Le 23 juillet 1995, le couple s'envola pour Madrid, et décida de partir aux Pays-Bas, où le professeur se voyait offrir un poste de professeur à l'Université de Leyde,. Le 8 novembre 1999, ses avocats déposèrent plainte contre le Ministre de la Justice égyptien, demandant que la décision d'annulation du mariage pour apostasie soit déclaré illégale.
Abu Zayd a détenu une Chaire Ibn Rushd Humanisme et Islam à l'Université d'Utrecht, supervisant des étudiants en Master of Arts et PhD à l’Université de Leyde. Il a également participé à un projet de recherche sur l’Herméneutique juive et musulmane comme Critique Culturelle, dans un groupe de travail sur l'Islam et la modernité à l'Institut d'Études Supérieures de Berlin (Wissenschaftskolleg zu Berlin). En 2002, le numéro de la revue Al-Adab consacré à la censure, où il témoigne de sa propre expérience, est interdit en Égypte. En 2005, il reçut le prix Ibn Rushd de la Liberté de pensée à Berlin. Sa femme est retournée plusieurs fois en Égypte pour des discussions sur des thèses en Master of Arts et PhD à l'Université du Caire, département français. Quant à lui, il n'y est retourné que de façon occasionnelle, puis pour y être soigné. Il est mort à l'hôpital du Caire le 5 juillet 2010.
En 2014, l'un de ses livres, Madkhal ilá al-Simūtīqā (« Introduction à la sémiotique ») a encore fait l'objet d'une interdiction en Égypte.

## Herméneutique humaniste de l'islam

### «L'interprétation est l'autre face du texte»
Depuis le début de sa carrière universitaire, Abu Zayd a développé une vision renouvelée du Coran et des textes sacrés musulmans, se basant sur une interprétation du texte, remis dans son contexte historique, linguistique et culturel. Selon lui, l'erreur commise par les érudits musulmans a été de voir le Coran simplement comme un texte, ce qui les menait (qu'ils aient été conservateurs ou progressistes) à une bataille de citations, chacun citant des passages du texte allant dans leur sens. Ainsi, chaque érudit voyait des passages clairs (ceux allant dans leur sens) et des passages ambigus (ceux allant dans le sens contraire) dans le Coran, menant à une instrumentalisation intellectuelle puis politique du Coran. Ce genre de controverse a conduit, de la part des savants musulmans conservateurs ou libéraux à une herméneutique autoritaire. C'est pourquoi l'exégèse doit selon Abu Zayd être encadrée par une méthode qui permette au texte coranique d'échapper à l'interprétation idéologique. Pour ce faire, il s'inscrit dans la tradition de l'exégèse littéraire recommandée par Amin al-Khuli. Le Coran est selon lui trop souvent réduit à son aspect normatif : « Nous transformons le Coran en un texte qui procure des encouragements et qui intimide, en un bâton et une carotte. Je veux libérer le Coran de cette prison, afin qu'il soit à nouveau productif pour l'essence de la culture et des arts, qui sont étranglés dans notre société. »
Les érudits musulmans (plus généralement les élites des sociétés musulmanes) voyaient le Coran comme un texte, alors que dans le même temps, le Coran était perçu comme un discours par les masses. Nasr Abu Zayd appelle à une lecture renouvelée du texte au prisme d'une herméneutique humaniste, une interprétation du Coran comme un discours vivant, un discours contextualisé. Ainsi, le Coran, peut être « le produit du dialogue, du débat, du mépris, du désaccord, de l'acceptation et du rejet. » Cette interprétation libérale pourrait ouvrir de nouvelles perspectives sur l'islam et permettre le changement dans les sociétés musulmanes.
Abu Zayd souligne la dimension historique du Coran, dont le contexte doit être pris en compte. Le Coran n'est pas indépendant du contexte socio-historique dans lequel il est révélé. La relation entre la Révélation et la réalité historique est dialectique : il y a interaction entre le Message et le contexte, le premier étant une réponse à une situation qu'il s'agit de modifier, le second ayant un effet en retour sur le contenu révélé. Le Coran est révélé dans la langue arabe ; or une langue est l'expression d'une façon de voir le monde. La compréhension du Coran ne peut donc être indépendante de la connaissance du contexte historique et culturel de la Révélation.
Au cours de sa réflexion sur le message coranique, il retrouve la question, qui a agité les théologiens classiques de l'islam, de la nature éternelle ou créée du Coran. Il répond : « Le Coran que nous lisons et interprétons n'est en aucune façon identique à la Parole éternelle de Dieu. » En effet, la Révélation est initialement orale, elle est la récitation par Muhammad des énoncés qui lui ont été inspirés. C'est seulement après la mort du Prophète que le Coran a été mis par écrit puis organisé en sourates selon un ordre qui n'était pas le sien à l'origine. C'est sous le calife 'Uthman qu'une version du texte a été rendue canonique. Dans cette mesure, il est la Parole de Dieu, mais exprimée dans une langue humaine. 
Le Coran est ouvert à une multitude d'interprétations. Le processus d'interprétation est sans fin, car tout lecteur interprète nécessairement le texte en fonction de sa propre situation. Pour autant, toute interprétation n'est pas légitime. La lecture du Coran doit s'appuyer sur la connaissance du contexte pour découvrir sa signification, et non partir d'une idéologie pour prétendre la redécouvrir après coup dans le Texte. Elle exige aussi, de la part de l'interprète, un effort d'objectivité, la conscience du poids de son propre contexte sur sa lecture. C'est ainsi qu'on peut espérer libérer le Coran de l'emprise d'une idéologie. 

### Une interprétation humaniste
C'est pourquoi Abu Zayd peut trouver dans le Coran des appels insistants pour la justice sociale. Par exemple, quand Mahomet était occupé à prêcher auprès des gens fortunés de Quraych, ne faisant pas attention à un pauvre aveugle nommé Ibn Umm Maktûm, qui était venu pour avoir des conseils, le Coran le blâma sévèrement pour son attitude (Sourate 80 :1-10). « Justice lies at the heart of the Qur'an », écrit-il dans ses mémoires.
De même, il trouve une certaine tendance à l'amélioration des droits de la femme. Si l'on considère que le discours coranique fut construit dans une société patriarcale, le Coran s'adresse logiquement aux hommes, qui reçoivent la permission de se marier et de divorcer avec des femmes, qu'elles soient juives, chrétiennes ou musulmanes. Puisque, aujourd'hui, nous ne vivons plus dans une société patriarcale, les femmes ayant les mêmes possibilités que les hommes, il est possible d'imaginer que les femmes musulmanes reçoivent les mêmes droits. La position classique des ulamâs à ce propos est explicable en ce qu'ils « croient toujours dans la supériorité de l'homme dans les affaires familiales. » Eu égard aux règles de l'héritage instituées par le Coran, plus favorables aux hommes qu'aux femmes, Abu Zayd souligne que, dans la société patriarcale de l'époque, elles constituaient un progrès ; et que dans le contexte de l'époque contemporaine, elles devraient encore changer pour suivre l'évolution du monde.
Abu Zayd est le promoteur d'une pensée musulmane moderne, approchant de manière critique les discours musulmans contemporains et classiques en utilisant la théologie, la philosophie, le droit, les sciences politiques et l'humanisme. Le but de ses recherches est d'appuyer une herméneutique humaniste qui pourrait permettre aux musulmans de construire un pont entre leurs propres traditions et les idées modernes de liberté d'expression, d'égalité (droit des minorités, droits des femmes, Justice sociale), de droits de l'homme, de démocratie et de mondialisation.
Loin de dénigrer l'islam, Abu Zayd le voit comme une religion rationnelle. Il se définit lui-même comme « staunch believer in islam as a strong religion based on reason » (un fidèle partisan de l'islam comme grande religion fondée sur la raison). Ce qui l'anime, c'est l'insatisfaction à l'égard d'une tradition uni-dimensionnelle qui ne se renouvelle pas et ignore la diversité des débats qui ont fait sa richesse.

## Œuvres

### Livres en arabe
1. Le rationalisme dans l'exégèse : une étude du problème de la métaphore dans les écrits des Mutazilites (Al-Ittijâh Al-`Aqlî fi al-Tafsîr: Dirâsa fî Qadiyat al-Majâz fi ‘l-Qur’ân ind al-Mu`tazila), Beirut et Casablanca 1982, 4e édition 1998 (thèse de doctorat).
2. La philosophie de l'Herméneutique : Une étude de l'herméneutique du Coran de `Ibn `Arabî (Falsafat al-Ta'wîl: Dirâsa fi Ta’wî al-Qur’ân ind Muhyî al-Dîn ibn `Arabî), Beirut et Casablanca 1983, 4e édition, 1998.
3. Le système des signes, introduction à la sémiotique (`Ilm al-`Alâmât), coéditeur, Le Caire 1986.
4. Le concept du texte : une étude des sciences coraniques (Mafhûm al-Nass: Dirâsa fî 'Ulûm al-Qur'ân), Beirut et Le Caire 1991, 5e édition 1998.
5. La problématique de la lecture et de la méthode d'interprétation (Ishkâliyât al-Qirâ'a wa Aliyyât al-Ta'wîl), Beirut et Casablanca 1995, 5e édition 1999.
6. La création de l'idéologie modérée dans la pensée islamique par Al-Shafi`î (Al-Imâm al-Sh fi`î wa Ta'sîs al-Aydiyulujiyya al-Wasatiyya), Le Caire, 3e édition 1998.
7. Critique du discours islamique (Naqd al-Khitâb al-Dînî), Le Caire, 4e édition 1998.
8. La femme dans le discours de crise (Al-Mar'a fî Khitbâ al-Azma), Le Caire 1995[24]
9. Pensée en période d'excommunication (Al-Tafkîr fî Zaman al-Takfîr), Le Caire, 3e édition 1998.
10. Le califat et l'autorité du peuple (Al-Khilâfa wa Sultat al-Umma), Le Caire, 1995.
11. Texte, autorité et la vérité (Al-Nass, al-Sulta, al-Haqîqa), Beirut et Casablanca 1995, seconde édition 1997.
12. Cercles de peur : Analyse du discours sur la femme (Dawâ'ir al-Khawf: Qirâ'a fi khitâb al-Mar'a) Beirut et Casablanca 1999.
13. Discours et Herméneutiques (Al-Khitâb wa al-Ta'wîl), Beirut et Casablanca 2000.
14. Ainsi parlait Ibn `Arabi (Hakadhâ Takallama Ibn `Arabî) The Egyptian National Organization for Books, Le Caire 2002.

### Articles en anglais
1. Al-Ghazali’s Theory of Interpretation, Journal of Osaka University of Foreign Studies, Japan, 72, 1986, pp. 1-24.
2. The Perfect Man in the Qur’an: textual analysis, Journal of Osaka University of foreign Studies, Japan, no. 73, 1988, pp. 111-133.
3. The Case of Abu-Zaid, Index on Censorship, London, 4, 1996, pp. 30-39.
4. Linguistic Exposition of God in the Qur'an in Fundamentalismus der Moderne, Christen und Muslime im Dialog, Evangelische Akademie, Loccum, Germany, 75/94, 1996, pp. 97-110.
5. The Textuality of The Koran in Islam and Europe in Past and Present, NIAS (Netherlands Institute for Advanced Study in The Humanities and Social Sciences), 1997, pp. 43 - 52.
6. Divine Attributes in the Qur'an: Some poetic aspects in Islam and Modernity, edited by John Cooper, Ronald Nettler and Mohammed Mahmoud, I.B.Tauris, London, 1998, pp. 120-211.
7. Inquisition Trial in Egypt, in Human Rights in Islam 15, RIMO, Maasstricht 1998, pp. 47-55.
8. Islam, Muslims and Democracy, in Religion und Politik, Konrad-Adenauer-Stiftung, intere Studie Nr. 151/1998, pp. 103-12.
9. Literature and Heresy–Literature and Justice: The Critical Potential of Enlightened religion in Literatur, Menschenrechte in Islamischen Gesellschaften und Staaten, Evangelische Akademie Loccum 22/96, 1998, pp. 18-32.
10. The Concept of Human Rights, the Process of Modernization and the Politics of Western Domination, in Politik amd Gesellshaft: International Politics and Society, Herausgegeben von der Friedrich-Ebert-Stiftung, 4/1998, pp. 434-437.
11. The Modernization of Islam or the Islamization of Modernity, in Cosmopolitanism, identity and Authenticity in the Middle East, ed. Roel Meijer, Curzon Press, England 1999, pp 71-86.
12. Islamic Cosmology and Qur'anic Exegesis, in Religion Wandel der Kosmologien, edited by Dieter Zeller, Sonderdruk 1999, pp. 217-230.
13. The Sectarian and the Renaissance Discourse, translated and introduced by Mona Mikhail, ALIF, Journal of Comparative Poetics, The American University of Cairo, no 19, 1999, pp. 203-222
14. The Image of Europe in Modern Egyptian Narrative, in Colonizer and Colonized, Eds. Theo D'haen and Particia Krüs, Rodopi, Amsterdam-Atlanta 2000, vol. 2, pp. 627-643.
15. The Qur’anic Concept of Justice, Polylog, forum for Intercultural Philosophizing', No. 3 (Juin 2001)[25],[26]
16. The Qur’an: God and Man in Communication, inaugural lecture for the Cleveringa Chair at Leiden University (November 27th, 2000)[27]
17. The Qur'an, Islam and Muhammad, Reset-Dialogues on Civilizations
18. Heaven, Which way? Al-Ahram Weekly, issue No. 603[28]
19. The Dilemma of the Literary Approach to the Qur'an, ALIF, Journal of Comparative Poetics, the American University Cairo (AUC), No. 23, Literature and the Sacred, 2003, pp. 8-47.# Spricht Gott Nur Arabisch? (Does God Speak Arabic?), in Michael Thumann (ed), Der Islam und der Westen, Berliner Taschenbuch Verlag, Berlin 2003, pp. 117-126.
20. Entries in the Encyclopaedia of the Qur’ân, Brill, Leiden-Boston-Koln:

1- Arrogance, Vol. I (2001), pp. 158-161.
2- Everyday Life: Qur’an In, Vol. II (2002), pp. 80-97.
3- Illness and Health, Vol. II (2002), pp. 501-502.
4- Intention, Vol. II (2002), pp. 549-551.
5- Oppression, Vol 111 (2003), pp. 583-584.

### Livres en anglais
1. Beyond The Written Words: Oral Aspects of Scripture in the History of Religion by William A. Graham, Die Welt des Islam, E.J. Brill, Leiden, 1995, 35, 1, pp. 150-152.
2. Muslim, Jews and Pagans: Studies on Early Islamic Medina, by Micheal Lecker, Bibliotheca Orientalis LV No. 1 / 2, January-April 1998, Column 275-8.
3. Paradise Lost, Reflections on the Struggle for Authenticity in the Middle East by C.A.O. can Nieuwenhuijze, Bibliotheca Orientalis LVI No. 3/4, May-August 1999, Column 510-513.
4. Image of the Prophet Muhammad in the West, A Study of Muir, Margoliouth and Watt, by Jabal Muhammad Bauban, Bibliotheca Orientalis LVI No. 3/4, May-August 1999, Column 518-522.
5. Reforming the Muslim World, by M.A.Shoudhury, Biblitheca Orientalis, LV11 No.1/2, January-April 2000 column 221-224.
6. Islamic Banking and Interest: a study of the Prohibition of Riba and its Contemporary Interpretation by Abdullad Saeed, Biblitheca Orientalis, LV11 No. 5/6, September-December 2000 coulmn 736-739.
7. Voice of an Exile, by Nasr Abu Zayd (coauthor: Esther R. Nelson), Praeger Publisher, Greenwood Publishing Group Inc. USA, 2004.
8. Rethinking the Qur'an: Towards a Humanistic Hermeneutics, by Nasr Abu Zayd, Utrecht, 2004.

### Traductions

#### Allemand

##### Livres
1. Politik und Islam: Kritik des Religiösen Diskurses, translated by Cherifa Magdi, Dipa-Verlag, Frankfurt, 1996.
2. Ein Leben mit dem Islam (Life with Islam) autobiography edited by Navid Kermani, translated by Sharifa Magdi, Herder 1999.

##### Articles
1. Islam und Menschenrechte (Islam and Human Rights), Kas. Auslands-Informationen, Konrad Adenauer Stiftung, 5, 1996, pp. 51-59.
2. Die Frauenfrage zwischen Fundamentalismus und Aufklärung by Salima Salih, in Islam, Demokratie, Moderne. Aktuelle Antworten arabischer Denker, Verlag C.H. Beck, München, 1998, pp. 193-210.

#### Danois
1. Vernieuwing in het islamitisch denken, translated by Fred and Rob Leemhuis, Uitgeverij BULAAQ, Amsterdam, 1996.
2. Islam en democratie: convergenties of divergenties? in Dehamel Opaarde? De gelovige burger in multiculturele democratie, Davidfonds Leuven 1998, pp.114-128.
3. Mijn Leven met de islam, Becht. Haarlem, 2002

#### Français
1. Le Discours Religieux Contemporain: Mécanismes et Fondements Intellectuels, traduit par Nachwa al-Azhari, Edwige Lambert and Iman Farag, Dans : CEDEJ - Égypte/Monde arabe, No.3, 3e trimestre, 1990, pp. 73–120.
2. Critique du Discours Religieux, traduit par Mohamed Chairet, Sindbad Actes Sud, 1999.

#### Indonésien
1. Imam Syafi`i: Moderatisme - Eklektisime - Arabisme, translated by Khoiron Nahdliyyin, LKIS, 1997.

#### Italien
1. Islâm e storia. Critica del discorso religioso, Bollati Boringhieri, Torino, 2002.
2. Una vita con l'Islam, Il Mulino, Bologna 2004
3. Testo sacro e libertà. Per una lettura critica del Corano, anthologie de textes éditée par Federica Fedeli, introduction par Nina zu Fürstenberg, I libri di Reset, Marislio editori, Venise 2012,  (ISBN 978-88-317-1091-6)

#### Persan
1. Mafhum al-Wahy, by Muhammad Taqi Karmi, in Naqd wa Nazar, vol 3,no. 4, fall 1997, pp. 376-433.
2. Al-Tarikhiyya: al-Mafhum al-Multabis, by Muhammad Taqi Karmi, in Naqd wa Nazar, vol 3,no. 4, fall 1997, pp. 328-375

#### Turc
1. Universal Principles of Sharica: A New Reading, translated from Arabic to Turkish by Mostafa Unver, Journal of Islamic Research, Ankara, Turkey, vol. 8, n. 2, 1995, pp. 139-143.
2. The Problem of Qur’anic Hermeneutics, from Classical to Recent Period by Omer Ozsoy, Journal of Islamic Research, Ankara, Turkey, vol. 9, no. 1-2-3-4, 1996, pp. 24-44.
3. The Foundation of The Moderate Ideology in Islamic Thought by al-Shâfi`î, translated by M. Hayri Kirbasoglu, in Sunni Paradigmanin Olusumunda, Kitabiyat, Ankara 2000, pp. 89-148.

## Prix et Distinctions
- 1975-1977 : Ford Foundation Fellowship à l'American University au Caire.
- 1978-1979 : Ford Foundation Fellowship au Center for Middle East Studies à l'Université de Pennsylvanie, Philadelphia USA.
- 1982 : le prix de l'humanisme `Abdel-Azîz-al-Ahwânî.
- 1985-1989 : professeur d'honneur, Université d'Osaka, Japon.
- 1993 : ordre républicain du Mérité décerné en Mai par le président tunisien pour services rendus à la culture arabe.
- 1994-2010 : membre du Comité conseiller pour l’Encyclopaedia of the Qur’an
- 1995-2010 : professeur d'honneur à l'université de Leyde, Pays-Bas.
- 1998 : prix de l'Association des Écrivains Jordaniens pour la démocratie et la liberté.
- 2000-2001 : chaire honorifique en droit, responsabilité, liberté de conscience et de religion, université de Leyde.
- 2002 : médaille de l'Institut Roosevelt pour la liberté et l'honneur.
- 2002-2003 : membre du Collège de Wissenschaften à Berlin.